# Vidai
Vidai est une commune française, située dans le département de l'Orne en région Normandie.

## Géographie

### Localisation
Vidai est une commune normande du Perche située à 21 km à vol d'oiseau à lo'est d'Alençon, 22 km au sud-est de Sées, 14 km au sud-ouest de Mortagne-au-Perche, 17 km au nord-ouest de Bellême et 12 km au nord de Mamers.
La commune se trouve dans la zone d'emploi d'Alençon et le bassin de vie de Mortagne-au-Perche.

### Communes limitrophes
Les communes limitrophes sont  Barville, Pervenchères et Saint-Julien-sur-Sarthe.
| Barville     | Saint-Julien-sur-Sarthe | Pervenchères |
| Pervenchères | Vidai                   | Pervenchères |
| Pervenchères | Pervenchères            | Pervenchères |

### Géologie et relief
La superficie de la commune est de 1,55 km2, ce qui en fait la commune est la moins étendue de l'ancien canton de Pervenchères ; son altitude varie de 144  à   158 mètres. 

### Hydrographie
La commune est située dans le bassin Loire-Bretagne. Elle est drainée par le Jajolet, un affluent de la Pervenche, et donc un sous-affluent de la Loire par la Sarthe et la Maine.

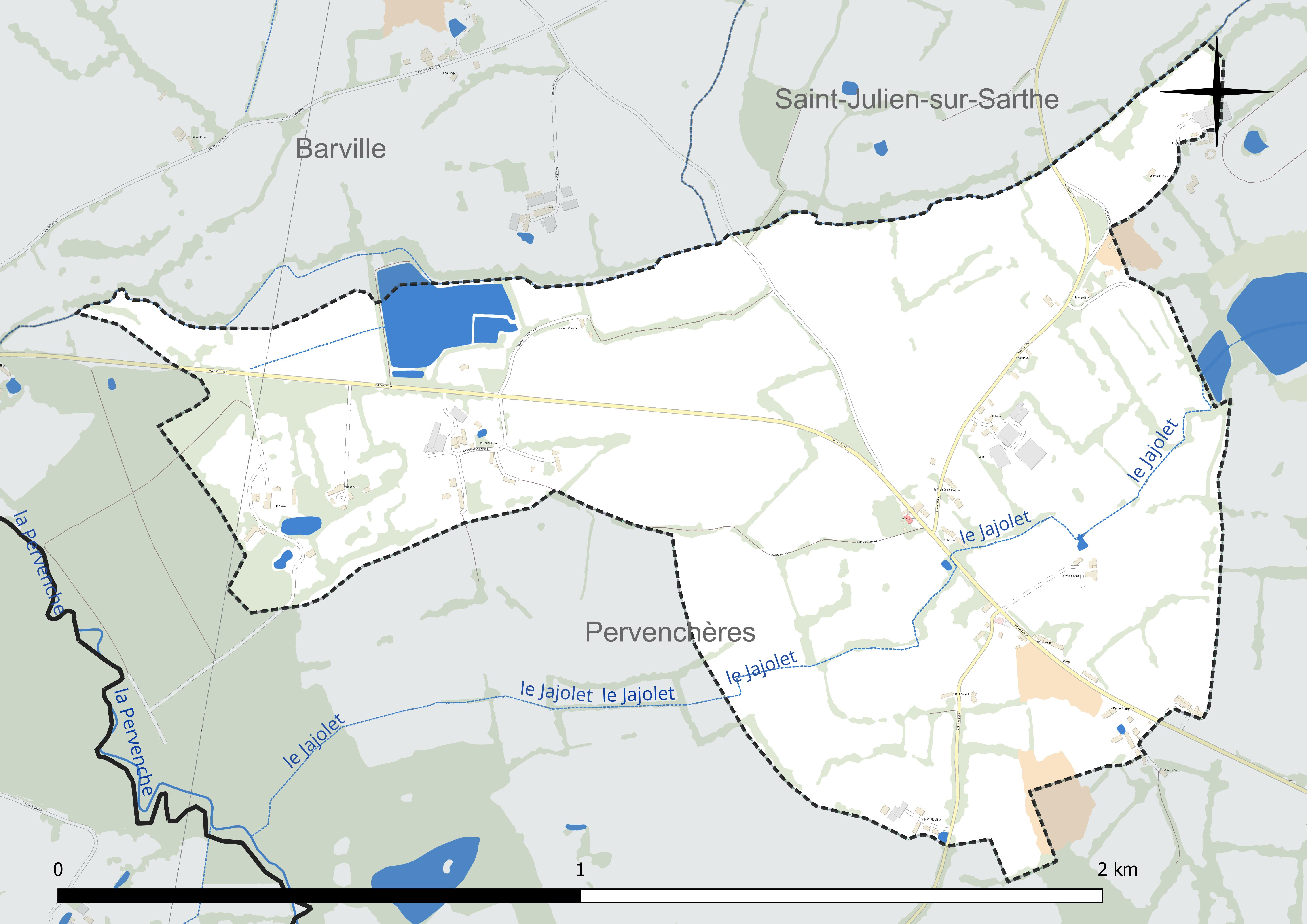
Réseau hydrographique de Vidai.

,.

### Climat
Pour des articles plus généraux, voir Climat de la Normandie et Climat de l'Orne.
En 2010, le climat de la commune est de type climat océanique dégradé des plaines du Centre et du Nord, selon une étude du CNRS s'appuyant sur une série de données couvrant la période 1971-2000. En 2020, Météo-France publie une typologie des climats de la France métropolitaine dans laquelle la commune est exposée à un climat océanique altéré et est dans la région climatique Normandie (Cotentin, Orne), caractérisée par une pluviométrie relativement élevée (850 mm/a) et un été frais (15,5 °C) et venté. Parallèlement le GIEC normand, un groupe régional d’experts sur le climat, différencie quant à lui, dans une étude de 2020, trois grands types de climats pour la région Normandie, nuancés à une échelle plus fine par les facteurs géographiques locaux. La commune est, selon ce zonage, exposée à un « climat des plateaux abrités », se caractérisant par une pluviométrie et des contraintes thermiques modérées mais aussi, par effet de continentalité, des températures plus contrastées qu'au nord dans la plaine de Caen, avec communément 10 à 15 jours par an de plus de froid en hiver et de chaleur en été.
Pour la période 1971-2000, la température annuelle moyenne est de 10,5 °C, avec une amplitude thermique annuelle de 14,1 °C. Le cumul annuel moyen de précipitations est de 740 mm, avec 11,9 jours de précipitations en janvier et 7,6 jours en juillet. Pour la période 1991-2020, la température moyenne annuelle observée sur la station météorologique la plus proche, située sur la commune de Villeneuve-en-Perseigne à 9 km à vol d'oiseau, est de 10,8 °C et le cumul annuel moyen de précipitations est de 770,2 mm,. Pour l'avenir, les paramètres climatiques de la commune estimés pour 2050 selon différents scénarios d’émission de gaz à effet de serre sont consultables sur un site dédié publié par Météo-France en novembre 2022.

## Urbanisme

### Typologie
Au 1er janvier 2024, Vidai est catégorisée commune rurale à habitat dispersé, selon la nouvelle grille communale de densité à sept niveaux définie par l'Insee en 2022.
Elle est située hors unité urbaine et hors attraction des villes,.

### Occupation des sols

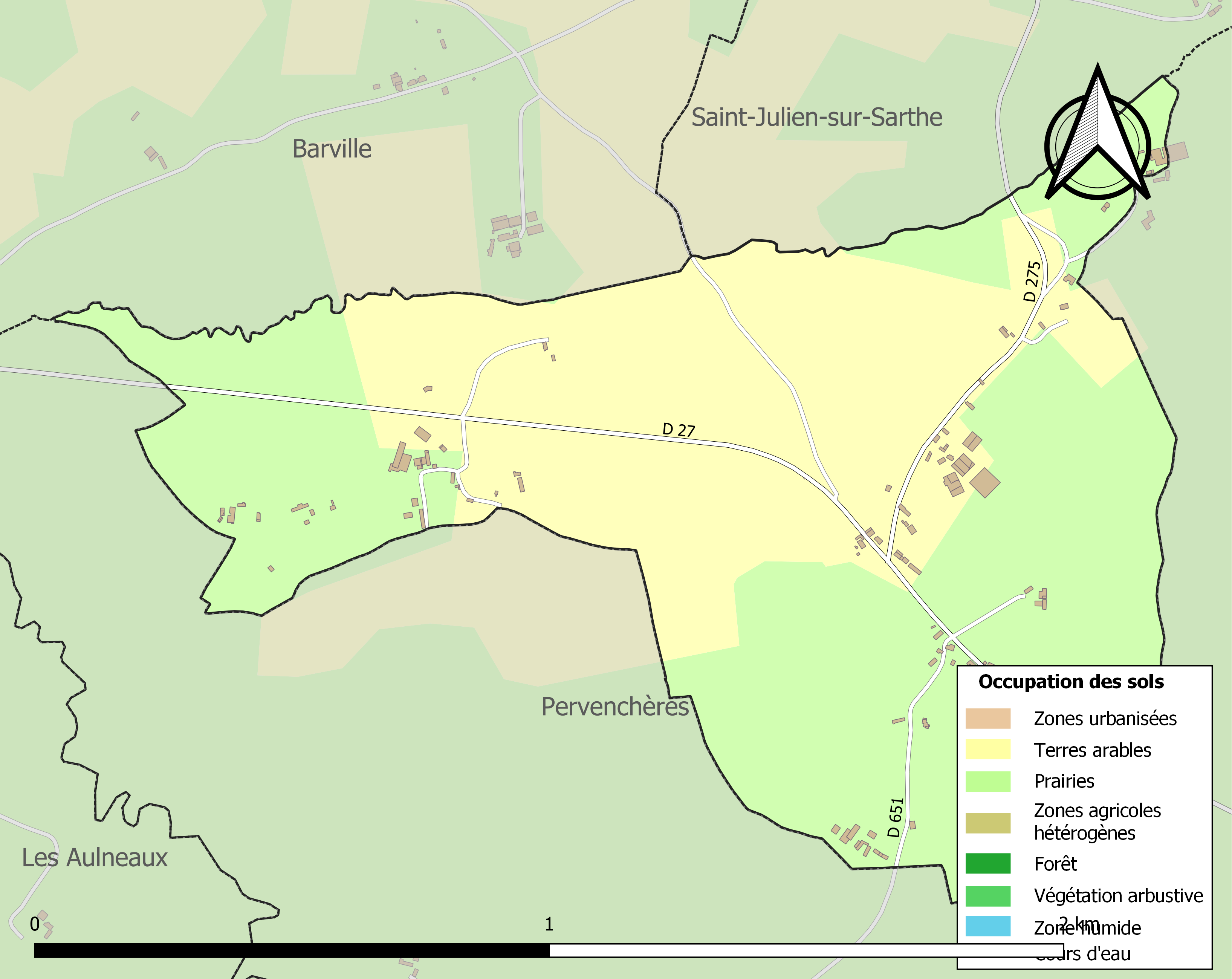
Carte des infrastructures et de l'occupation des sols de la commune en 2018 (CLC).

L'occupation des sols de la commune, telle qu'elle ressort de la base de données européenne d’occupation biophysique des sols Corine Land Cover (CLC), est marquée par l'importance des territoires agricoles (100 % en 2018), une proportion identique à celle de 1990 (100 %). 
La répartition détaillée en 2018 est la suivante : prairies (57,4 %), terres arables (42,6 %). 
L'évolution de l’occupation des sols de la commune et de ses infrastructures peut être observée sur les différentes représentations cartographiques du territoire : la carte de Cassini (XVIIIe siècle), la carte d'état-major (1820-1866) et les cartes ou photos aériennes de l'IGN pour la période actuelle (1950 à aujourd'hui).

### Habitat et logement
En 2021, le nombre total de logements dans la commune était de 48, alors qu'il était de 44 en 2011 et 2016. 
Parmi ces logements, 77,1 % étaient des résidences principales, 8,8 % des résidences secondaires et 14,1 % des logements vacants. Ces logements étaient pour 92,4 % d'entre eux des maisons individuelles et pour 3,5 % des appartements. 
Le tableau ci-dessous présente la typologie des logements à Vidai en 2021 en comparaison avec celle de l'Orne et de la France entière. Une caractéristique marquante du parc de logements est ainsi la faible proportion des résidences secondaires et logements occasionnels (8,8 %) par rapport au département (10,6 %) et à la France entière (9,7 %). 
| Typologie                                               | Vidai | Orne | France entière |
| ------------------------------------------------------- | ----- | ---- | -------------- |
| Résidences principales (en %)                           | 77,1  | 78,5 | 82,2           |
| Résidences secondaires et logements occasionnels (en %) | 8,8   | 10,6 | 9,7            |
| Logements vacants (en %)                                | 14,1  | 10,8 | 8,1            |

## Toponymie

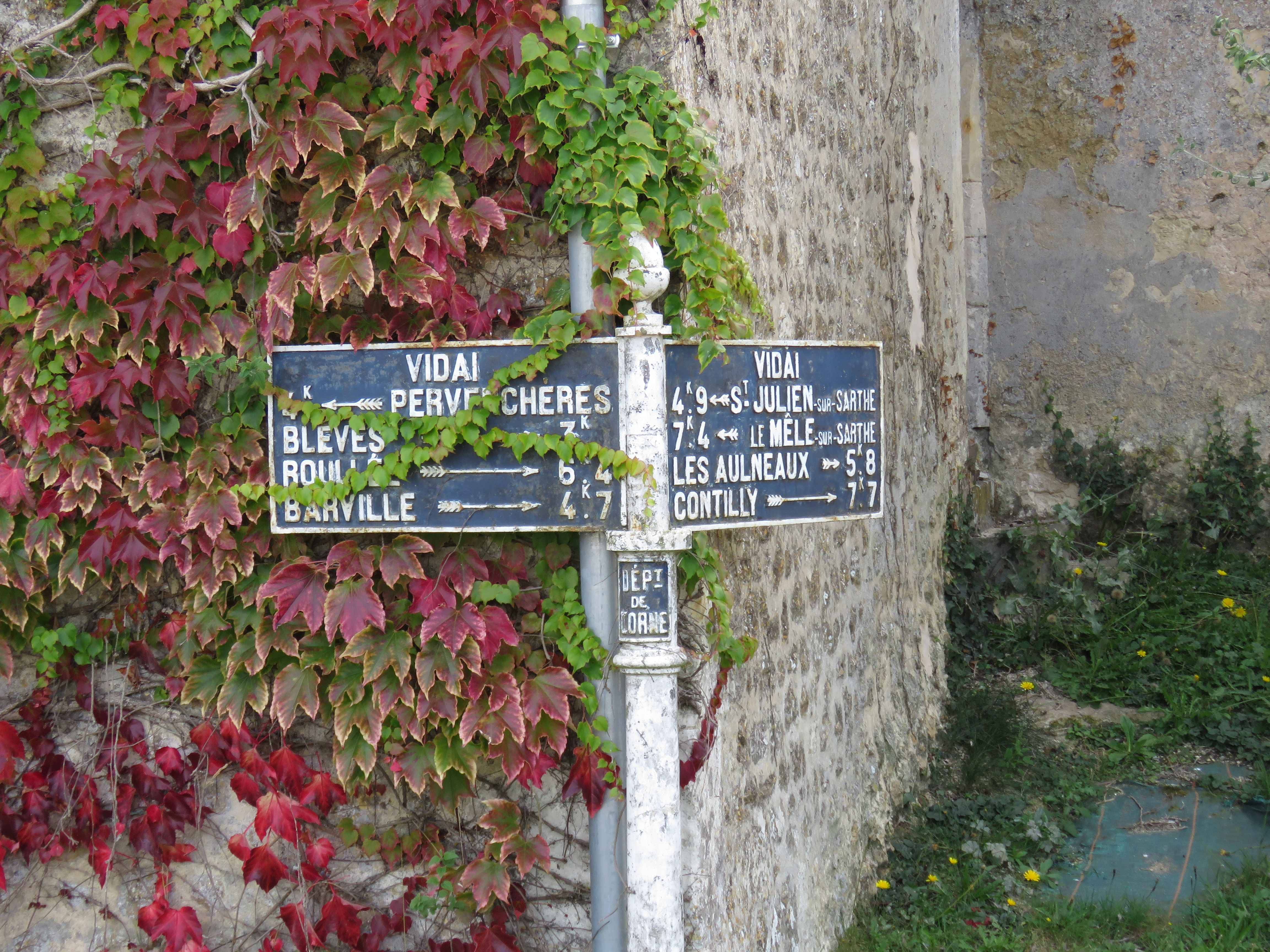
Plaque de cocher à Vidai

Le nom de la localité est attesté sous la forme Viday en 1793.
L'origine du toponyme n'est pas éclaircie.
Le gentilé est Vidayon.

## Politique et administration

### Rattachements administratifs et électoraux

#### Rattachements administratifs
La commune se trouve depuis 1942 dans l'arrondissement de Mortagne-au-Perche du département de l'Orne.  
Elle faisait partie depuis 1801 du canton de Pervenchères. Dans le cadre du redécoupage cantonal de 2014 en France, cette circonscription administrative territoriale a disparu, et le canton n'est plus qu'une circonscription électorale.

#### Rattachements électoraux
Pour les élections départementales, la commune fait partie depuis 2014 du canton d'Écouves.
Pour l'élection des députés, elle fait partie de la deuxième circonscription de l'Orne.

### Intercommunalité
Vidai était membre de la petite communauté de communes du Pays Mêlois, un établissement public de coopération intercommunale (EPCI) à fiscalité propre créé fin 1994  et auquel la commune avait transféré un certain nombre de ses compétences, dans les conditions déterminées par le code général des collectivités territoriales.
Dans le cadre des dispositions de la loi portant nouvelle organisation territoriale de la République du 7 août 2015, qui prévoit que les établissements publics de coopération Conformément aux prescriptions de la loi de réforme des collectivités territoriales du 16 décembre 2010, qui a prévu le renforcement et la simplification des intercommunalités et la constitution de structures intercommunales de grande taille, celle-ci a fusionné avec communauté de communes du Pays de Courtomer, pour former, le 1er janvier 2013 la communauté de communes de la Vallée de la Haute Sarthe, dont est désormais membre la commune.

### Administration municipale
Compte tenu de la population de la commune, son conseil municipal est composé de sept membres dont le maire et son ou ses adjoints.

### Liste des maires
| Période                                  | Période                     | Identité           | Étiquette | Qualité                                      |
| ---------------------------------------- | --------------------------- | ------------------ | --------- | -------------------------------------------- |
| Les données manquantes sont à compléter. |                             |                    |           |                                              |
|                                          |                             |                    |           |                                              |
| juin 1995                                | mars 2008                   | Jean Monjol        |           | Ingénieur retraité                           |
| mars 2008                                | mars 2014                   | Mauricette Decroix | SE        | Retraitée                                    |
| mars 2014                                | avril 2025                  | Christian Bohain   | SE        | Gérant de sociétés retraité Mort en fonction |
| avril 2025                               | En cours (au 11 avril 2025) | Virginie Péquignot |           |                                              |

## Population et société

### Démographie
L'évolution du nombre d'habitants est connue à travers les recensements de la population effectués dans la commune depuis 1793. Pour les communes de moins de 10 000 habitants, une enquête de recensement portant sur toute la population est réalisée tous les cinq ans, les populations de référence des années intermédiaires étant quant à elles estimées par interpolation ou extrapolation. Pour la commune, le premier recensement exhaustif entrant dans le cadre du nouveau dispositif a été réalisé en 2006.

En 2022, la commune comptait 73 habitants, en évolution de −23,16 % par rapport à 2016 (Orne : −3,21 %, France hors Mayotte : +2,11 %).
| 1793 | 1800 | 1806 | 1821 | 1836 | 1841 | 1846 | 1851 | 1856 |
| ---- | ---- | ---- | ---- | ---- | ---- | ---- | ---- | ---- |
| 197  | 246  | 240  | 237  | 225  | 303  | 302  | 246  | 206  |

| 1861 | 1866 | 1872 | 1876 | 1881 | 1886 | 1891 | 1896 | 1901 |
| ---- | ---- | ---- | ---- | ---- | ---- | ---- | ---- | ---- |
| 131  | 163  | 179  | 199  | 188  | 183  | 169  | 144  | 133  |

| 1906 | 1911 | 1921 | 1926 | 1931 | 1936 | 1946 | 1954 | 1962 |
| ---- | ---- | ---- | ---- | ---- | ---- | ---- | ---- | ---- |
| 114  | 102  | 102  | 108  | 102  | 101  | 98   | 94   | 83   |

| 1968 | 1975 | 1982 | 1990 | 1999 | 2006 | 2011 | 2016 | 2021 |
| ---- | ---- | ---- | ---- | ---- | ---- | ---- | ---- | ---- |
| 76   | 62   | 55   | 40   | 62   | 72   | 80   | 95   | 82   |

| 2022 | - | - | - | - | - | - | - | - |
| ---- | - | - | - | - | - | - | - | - |
| 73   | - | - | - | - | - | - | - | - |

Vidai a compté jusqu'à 303 habitants en 1841.

## Culture locale et patrimoine

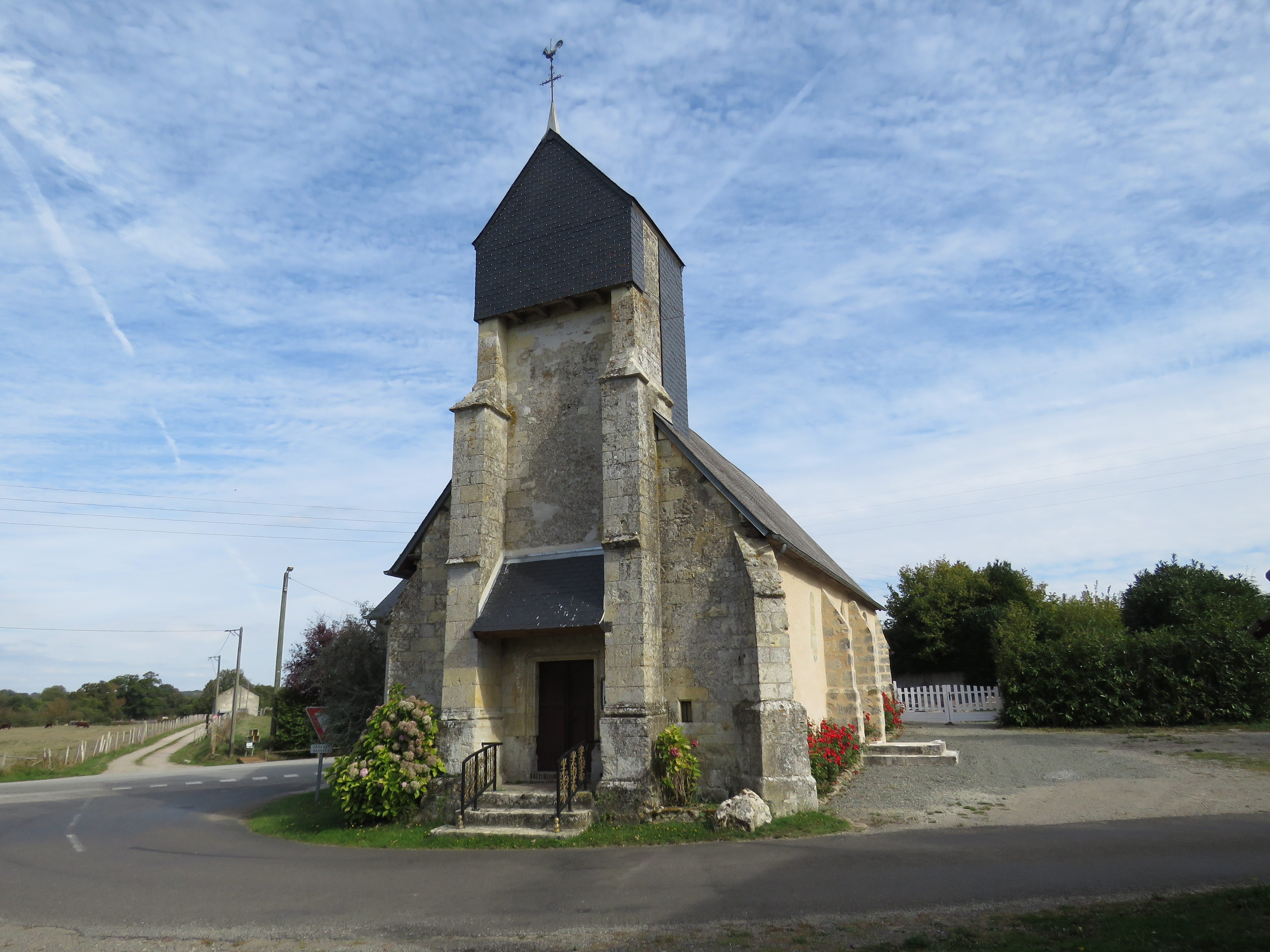
L'église Saint-Gilles

### Lieux et monuments
- Église Saint-Gilles du XIIIe siècle, remaniée au XVIe siècle, et qui fut une étape sur le chemin de Compostelle. Elle a bénéficié de travaux en 2019[27]

## Pour approfondir